# 鬼臉天蛾
鬼脸天蛾（学名：Acherontia lachesis），又名人面天蛾，是天蛾科鬼臉天蛾屬下的一种，廣泛分布於亞洲，包括俄羅斯的遠東地區、日本、巴基斯坦、尼泊爾、中國大陸（湖南、海南、广东、广西、云南與福建）、台灣、印度、斯里蘭卡、緬甸、菲律賓、印尼、马来西亚等地的低中海拔山區。

## 辨識特徵

### 成蟲
成蟲體長約 5 至 6 公分，展翅約 8 至 10 公分（最大紀錄為展翅 13.2 公分）。身體大致呈黑色或褐色，雙翅密布許多波紋狀紋路（间杂微小的白色点及黄褐色鳞片，内横线及外横线各有数条深浅不同色调的波状纹组成，中室有一灰白色小点。后翅杏黄色，在中部、基部及外缘处有三条较宽的黑色横带，后角附近有一块灰蓝色斑。後翅底色黃色區域較少，黑色橫帶較寬且粗獷），胸部背面有類似人面（鬼面或骷顱頭）形狀的斑紋（斑紋中間有一條直線，常被暱稱是人的鼻子）。腹部黄色，各环节间有黑色横带，拥有一条较宽的青蓝色背线，在第五环节后覆盖整个腹部的背面。

### 幼蟲

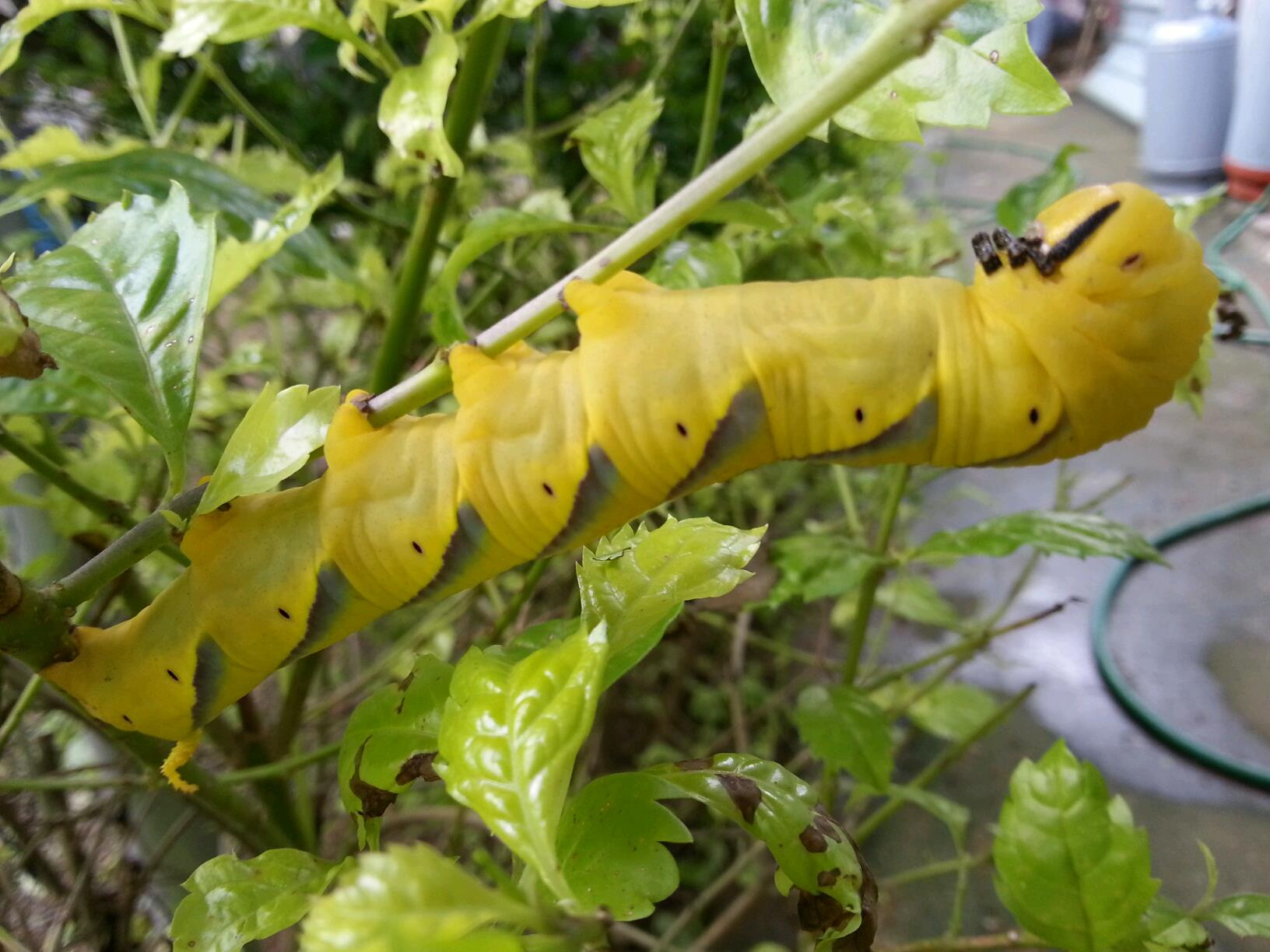
鬼臉天娥 幼蟲(圖一)
鬼臉天娥 幼蟲(圖二)

幼蟲體長約 9 至 12 公分。體型肥大，體色有黃、綠、褐、灰等多種，體側有斜向的斑紋（但會因個體差異而有所不同）。
- 一齡幼蟲：身體大致呈淡黃色[6]

## 生態習性
一年发生一代，以蛹过冬。幼虫以茄科、马鞭草科、木樨科、紫葳科及唇形科等植物为寄主。成虫在7月间出现，飞翔能力较弱，常隐居于寄主叶背，散产卵于寄住叶背及主脉附近。

## 幼蟲
- 鬼臉天娥 幼蟲(圖一)
- 鬼臉天娥 幼蟲(圖二)